# Cabo Stolbchaty
Cabo Stolbchaty é um cabo geográfico na costa oeste de Kunashir, a mais ao sul das Ilhas Curilas, no Oblast de Sacalina, Rússia. É famosa por suas formações basálticas colunares, que são notavelmente semelhantes a Calçada dos Gigantes do Condado de Antrim na Irlanda do Norte.